# Laminion
Laminion es un género de arañas cazadoras de hormigas del orden Araneae. Fue descrito por Sankaran, Caleb y Sebastian en 2020.

## Especies
- L. arakuense (Patel y Reddy, 1989)
- L. birenifer (Gravely, 1921)
- L. debasrae (Biswas y Biswas, 1992)
- L. gujaratense (Tikader y Patel, 1975)